# Gino Mezzi
Gino Mezzi (...) è un ex tennista belga.

## Carriera
Attivo durante gli anni 1950 ha partecipato a due edizioni di Coppa Davis con il Belgio vincendo due incontri sui sette disputati.
Nei tornei dello Slam vanta come migliore risultato il quarto di finale al Roland Garros 1956 nel doppio in coppia con Jacques Brichant, nella stessa edizione è avanzato fino al terzo turno del singolare dove si è arreso allo statunitense Bob Perry.
Ha partecipato a quattro diverse edizioni di Wimbledon venendo sempre eliminato all'esordio nel singolare, vanta invece un terzo turno nel doppio misto del 1953 insieme alla britannica Rita Bentley.